# Щукин, Анатолий Михайлович
Анато́лий Миха́йлович Щу́кин (7 декабря 1916, Москва — 29 мая 1983, там же) — советский актёр театра и кино. Заслуженный артист РСФСР (1966).

## Биография
Родился 7 декабря 1916 года в Москве
Окончил Театральный институт имени Бориса Щукина, в период с 1938 по 1941 год работал в театре им. Вахтангова.
Во время Второй мировой войны выступал в театре Тихоокеанского флота СССР, а в 1946—1948 годах — в театре Моссовета. Всю последующую театральную жизнь провёл в Центральном детском театре в Москве; специалисты относят его к ведущим актёрам этого театра, Алексей Бородин причисляет к «потрясающим старикам ЦДТ». Колоритный образ Щукина создаёт в своих мемуарах и Лев Дуров. Кроме того, Щукин приобрёл известность по постановкам для грампластинок и радио, и по озвучиванию мультипликационных фильмов. Самой известной его работой в этом жанре стала роль Кролика в мультфильме «Винни-Пух идёт в гости».
В 1966 году ему было присвоено звание Заслуженного артиста РСФСР. 
Ушёл из жизни 29 мая 1983 года в Москве на 67-м году жизни. Похоронен на Донском кладбище.

## Фильмография
- 1979 — На таёжных ветрах
- 1981 — Следствие ведут ЗнаТоКи. Из жизни фруктов — Демидыч, работник овощебазы
- 1982 — Печники — посетитель станционного буфета

### Телеспектакли
- 1965 — Один из семи — Дицке
- 1966 — Бегут дороги — комендант общежития
- 1972 — Свободный час — Борис Петрович
- 1973 — Пушкинские сказки — Старик из «Сказки о рыбаке и рыбке»
- 1976 — Король Матиуш Первый — генерал

## Роли в театре

### Центральный детский театр (1948—1983)
- «Альпийская баллада» — австриец-лесник
- «Бей, барабан!» — конферансье кабаре «Не рыдай!»
- «Борис Годунов» А.С. Пушкина — Мисаил
- «Весёлое сновидение» — дедушка (во сне Маг Универ)
- «Вечера на хуторе близ Диканьки»
- «Волшебный цветок» — старик Ван
- «Волынщик из Стракониц» — канифоль
- «Враги» — Квач
- «Где-то в Сибири» — Сергей Иванович Данилов
- «Гельголанд зовёт» — Петер Франк
- «Дух Фландрии» — Рамме Гудзак
- «Её друзья» В. Розова — Никита Зарубин
- «Жентитьба» Н. В. Гоголя — Анучкин
- 1947 — «Как закалялась сталь» — Сухарько

1959 —  
- «Золотой ключик» — Дуремар
- «Карусель» — Отец / Судья / Доктор
- «Конёк-Горбунок» П. Ершова — Царь
- 1971 — «Снежная королева» Г. Х. Андерсена — Король
- 1975 — «Король Матиуш Первый» — генерал (телеспектакль снят в 1976 году)
- «Любовь Яровая» — Чир
- «Май не упусти» — Сергей Фёдорович Костырик
- «Мёртвые души» — Мижуев
- «Мещанин во дворянстве» — учитель музыки
- «Мы втроём поехали на целину» — Марк Ракиткин
- «На широкую воду» — Ваня Магекон
- «Начало пути» — Урядник
- «Не было ни гроша, да вдруг алтын» — Елеся
- «Недоросль» — Простаков
- «Ноль по поведению» — Матей Бугнару
- «Одолень-трава» — Кот Баюн
- «Оливер Твист» — мистер Браунлоу
- «Пристань "Кувшинка"» — Данилов
- «Прости меня» — старичок-философ
- «Рамаяна» — советник царя Джанаки
- «Сугриво» (вторая редакция) — Царь обезьян
- «Репка» — Дед
- «Романтики» — Лёша Гришанов
- «Санька» — ответственный секретарь редакции
- «Семья» — Егор
- «Сказка» — второй старик
- «Сказка о сказках» — Дед
- «Сказки» — Дед
- «Сыновья идут рядом» — Дед-Черемуха
- «Тайна вечной ночи» — Вилли
- «Чудеса в полдень» — Прялкин

## Озвучивание мультфильмов
- 1951 — Сердце храбреца — подводный царь Боко
- 1957 — Тихая пристань
- 1962 — Дикие лебеди — король-отец
- 1971 — Винни-Пух идёт в гости — Кролик
- 1974 — А у тебя есть солнце? — щенок
- 1974 — Толик и Тобик
- 1975 — Легко ли быть храбрым — щенок
- 1979 — Ошибка дядюшки Ау — Бобр / Супное дерево
- 1979 — Страшная история — Хома
- 1980 — Всё дело в шляпе — Снусмумрик / Хемуль / муравьиный лев
- 1981 — Лень

## Награды и звания
1. Медаль «За доблестный труд в Великой Отечественной войне 1941—1945 гг.» (1945)
2. Заслуженный артист РСФСР (29 декабря 1966).